# FIFA 100
FIFA 100 – popularna nazwa listy najlepszych żyjących piłkarzy, przygotowanej na jubileusz stulecia Międzynarodowej Federacji Związków Piłkarskich (FIFA). Lista została ogłoszona w 2004.
O jej stworzenie władze FIFA poprosiły znakomitego niegdyś piłkarza, Brazylijczyka Pelé. Ostatecznie Pelé umieścił na niej ponad stu graczy, ale i tak spotkał się z krytycznymi uwagami. Zarzucano mu choćby pominięcie kilku partnerów z reprezentacji Brazylii.
Osiemnastu cenionych fotografów wykonało artystyczne portrety piłkarzy, które można było obejrzeć na otwartej 4 marca 2004 w Londynie wystawie. Później ekspozycję można było zwiedzić w wielu miastach świata.
Na liście zostali umieszczeni następujący piłkarze:

## Afryka
Ghana
- Abédi Pelé

 Kamerun
- Roger Milla

 Liberia
- George Weah

 Nigeria
- Jay-Jay Okocha

 Senegal
- El Hadji Diouf

## Ameryka Południowa
Argentyna
- Gabriel Batistuta
- Diego Maradona
- Hernán Crespo
- Mario Kempes
- Daniel Passarella
- Javier Saviola
- Omar Sívori
- Alfredo Di Stéfano
- Juan Sebastián Verón
- Javier Zanetti

 Brazylia
- Cafu
- Carlos Alberto
- Djalma Santos
- Falcão
- Nílton Santos
- Júnior
- Pelé
- Rivaldo
- Rivelino
- Roberto Carlos
- Romário
- Ronaldinho
- Ronaldo
- Sócrates
- Zico

 Chile
- Elías Figueroa
- Iván Zamorano

 Kolumbia
- Carlos Valderrama

 Paragwaj
- Romerito

 Peru
- Teófilo Cubillas

 Urugwaj
- Enzo Francescoli

## Ameryka Północna
Meksyk
- Hugo Sánchez

 Stany Zjednoczone
- Michelle Akers
- Mia Hamm

## Azja
Japonia
- Hidetoshi Nakata

 Korea Południowa
- Hong Myung-bo

## Europa
Anglia
- Gordon Banks
- David Beckham
- Bobby Charlton
- Kevin Keegan
- Gary Lineker
- Michael Owen
- Alan Shearer

 Belgia
- Jan Ceulemans
- Franky Van der Elst
- Jean-Marie Pfaff

 Bułgaria
- Christo Stoiczkow

 Chorwacja
- Davor Šuker

 Czechy
- Josef Masopust
- Pavel Nedvěd

 Dania
- Brian Laudrup
- Michael Laudrup
- Peter Schmeichel

 Francja
- Éric Cantona
- Marcel Desailly
- Didier Deschamps
- Just Fontaine
- Thierry Henry
- Raymond Kopa
- Jean-Pierre Papin
- Robert Pirès
- Michel Platini
- Lilian Thuram
- Marius Trésor
- David Trezeguet
- Patrick Vieira
- Zinédine Zidane

 Hiszpania
- Emilio Butragueño
- Luis Enrique
- Raúl

 Holandia
- Dennis Bergkamp
- Johan Cruijff
- Edgar Davids
- Ruud Gullit
- René van de Kerkhof
- Willy van de Kerkhof
- Patrick Kluivert
- Johan Neeskens
- Rob Rensenbrink
- Clarence Seedorf
- Frank Rijkaard
- Marco van Basten
- Ruud van Nistelrooy

 Irlandia
- Roy Keane

 Irlandia Północna
- George Best

 Niemcy
- Michael Ballack
- Franz Beckenbauer
- Paul Breitner
- Oliver Kahn
- Jürgen Klinsmann
- Sepp Maier
- Lothar Matthäus
- Gerd Müller
- Karl-Heinz Rummenigge
- Uwe Seeler

 Polska
- Zbigniew Boniek

 Portugalia
- Rui Costa
- Eusébio
- Luís Figo

 Rosja
- Rinat Dasajew

 Rumunia
- Gheorghe Hagi

 Szkocja
- Kenny Dalglish

 Turcja
- Rüştü Reçber
- Emre Belözoğlu

 Ukraina
- Andrij Szewczenko

 Węgry
- Ferenc Puskás

 Włochy
- Roberto Baggio
- Franco Baresi
- Giuseppe Bergomi
- Giampiero Boniperti
- Gianluigi Buffon
- Alessandro Del Piero
- Giacinto Facchetti
- Paolo Maldini
- Alessandro Nesta
- Gianni Rivera
- Paolo Rossi
- Francesco Totti
- Christian Vieri
- Dino Zoff